# Knipawa (Gdańsk)

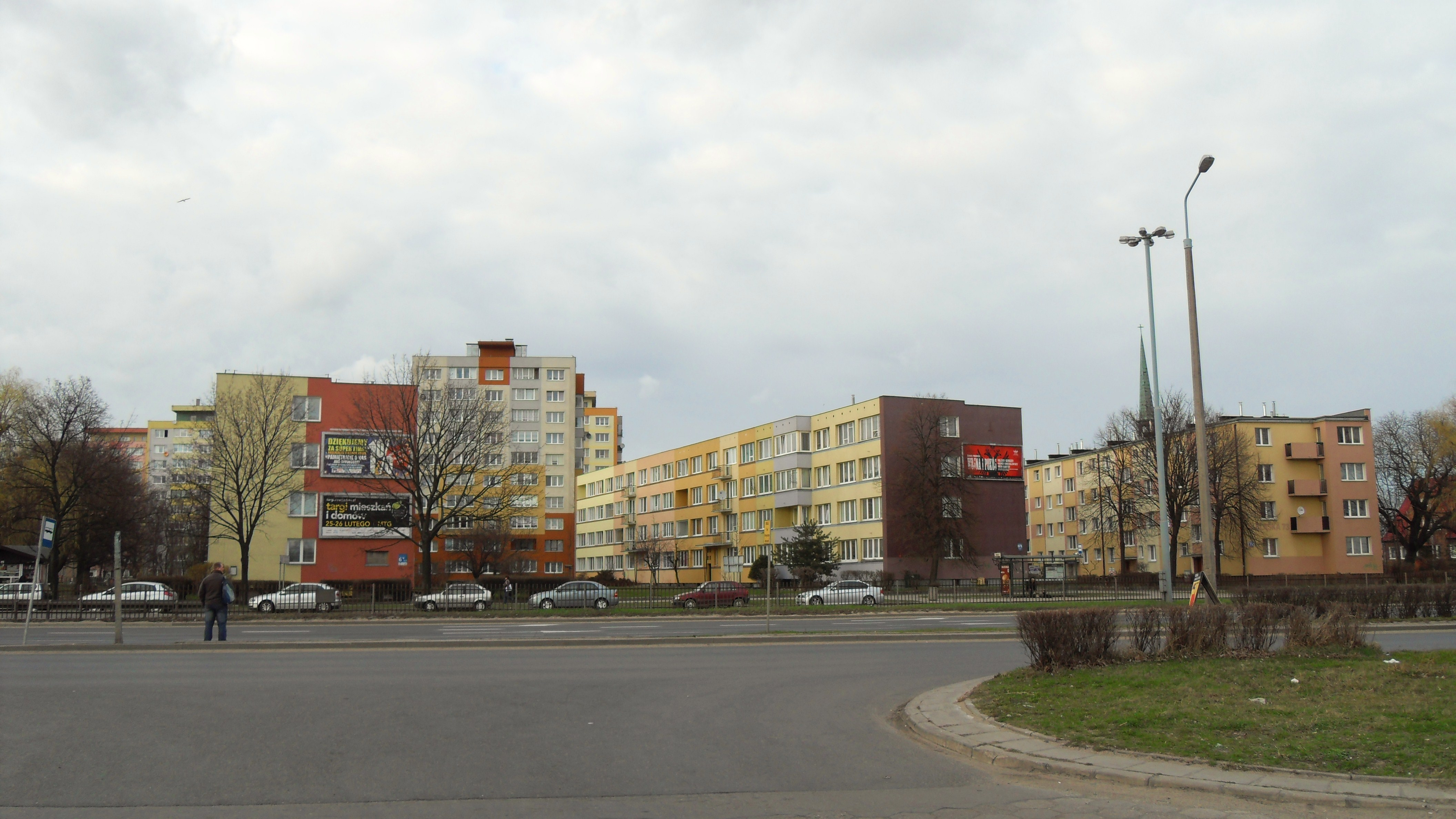
Knipawa

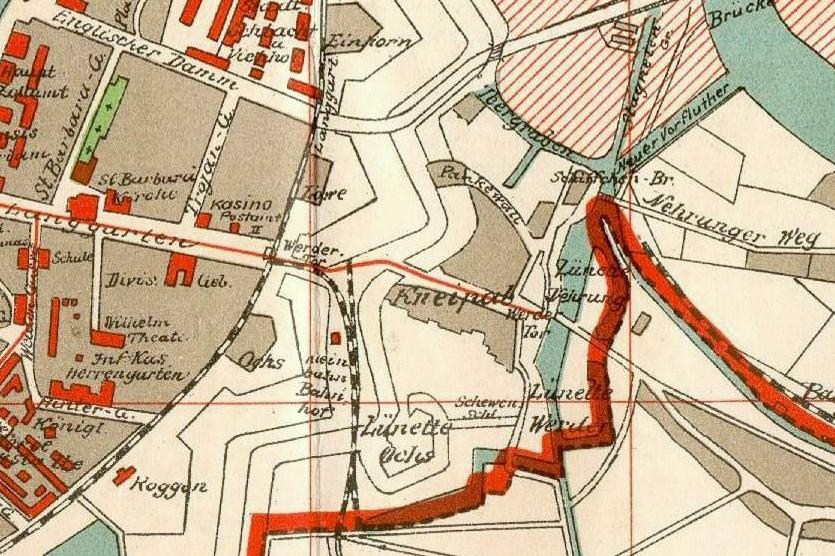
Knipawa na planie z 1912

Knipawa (niem. Kniebau, Kneiphof) – historyczne osiedle w Gdańsku, w dzielnicy Śródmieście; wschodnia, skrajna część Długich Ogrodów.
Przez osiedle przebiegają jedne z głównych ulic miasta: ul. Elbląska, Podwale Przedmiejskie i ul. Siennicka.

## Historia
Dawne nazwy: Kneipab (1790), Kniepab (1814), Kneiphof (1822), Kniebau (1883), Rudno (1951).
Knipawa została zabudowana w XV i XVI wieku. Na pocz. XVII wieku została odcięta renesansowymi fortyfikacjami od reszty przedmieścia.
Knipawa została przyłączona w granice administracyjne miasta w 1814. Obecnie, od 1951, nosi nazwę Rudno.